# Jan van de Graaff
Jan van de Graaff (Hengelo, 24 de septiembre de 1944) es un deportista neerlandés que compitió en remo.
Participó en los Juegos Olímpicos de Tokio 1964, obteniendo una medalla de bronce en la prueba de cuatro con timonel. Ganó una medalla de oro en el Campeonato Mundial de Remo de 1966.

## Palmarés internacional
| Juegos Olímpicos   | Juegos Olímpicos  | Juegos Olímpicos  | Juegos Olímpicos   |
| Año                | Lugar             | Medalla           | Prueba             |
| ------------------ | ----------------- | ----------------- | ------------------ |
| 1964               | Tokio (Japón)     | Medalla de bronce | Cuatro con timonel |
| Campeonato Mundial |                   |                   |                    |
| Año                | Lugar             | Medalla           | Prueba             |
| 1966               | Bled (Yugoslavia) | Medalla de oro    | Dos con timonel    |